# أيلنط فيتنامي
أيلنط فيتنامي (الاسم العلمي: Ailanthus vietnamensis) هو نوع نباتي يتبع جنس الأيلنط من فصيلة السيماروبية.